# کار (نشریه)
نشریهٔ کار ارگان سازمان چریک‌های فدایی خلق ایران بود و نخستین شماره آن در ۱۹ اسفند ۱۳۵۷ منتشر شد.
پس از انتشار شمارهٔ ۶۰ نشریهٔ کار و پس از انشعاب در سازمان چریک‌های فدایی خلق ایران میان اکثریت و اقلیت در خرداد ۱۳۵۹ این دو سازمان نام «کار» را برای ارگان خود حفظ کردند.
ارگان سازمان آزادی کار ایران (فدائی) که نخستین شمارهٔ آن در شهریور ۱۳۶۴ منتشر شد، نیز «کار» نام داشت.
نام ارگان برخی دیگر از انشعابات در سازمان‌های فدائی، «کار» به علاوهٔ یک پیشوند یا پسوند است؛ از جمله «کار کمونیستی»، ارگان سازمان اتحاد فداییان کمونیست (انتشار نخستین شماره در بهمن ۱۳۷۵) و «اتحاد کار»، ارگان سازمان اتحاد فداییان خلق ایران.
هم‌چنین، گروهی از فدائیان خلق ایران از داخل کشور، نشریه‌ای با نام «کار داخل کشور» منتشر می‌کنند که نخستین شماره آن در ۱۹ اسفند ۱۳۸۶ منتشر شده است.
در سرمقالهٔ شمارهٔ نخست  کار، هدف از انتشار این نشریه به عنوان «نشریهٔ ویژهٔ کارگری»، قدم برداشتن در جهت «ارتقاء» و «تشکّل، آگاهی و مبارزات جنبش کارگری ایران» عنوان شده است.